# Denver Nuggets
Denver Nuggets o simplement els Nuggets és una franquícia de l'NBA amb seu a Denver, Colorado. Participa en la Divisió Nord-oest de la Conferència Oest de l'NBA. Entre els anys 1967-74 reberen el nom de Denver Rockets, prenent aquest darrer any el nom de Denver Nuggets.

## Història de la franquícia
- Denver Rockets (1967-1974)
- Denver Nuggets (1974-present)

### Inicis en l'ABA
Després de començar a jugar a l'ABA, l'equip va ser criticat per estar localitzat a Kansas City (Missouri), abans de moure's a Denver. El seu concurs en la postemporada va sorgir des d'un primer moment, quan va arribar a accedir a les finals de l'ABA el segon any com a Nuggets (anteriorment eren coneguts com a Denver Rockets), encara que haguessin perdut davant New York Nets en sis partits. Els Nuggets comptaven amb un sòlid equip liderat per Byron Beck, Larry Jones, Ralph Simpson i Spencer Haywood, aquest últim fitxat a la temporada 1969-70 i va ser úespecialment conegut per ser un dels primers jugadors a passar des de l'institut al bàsquet professional, sense disputar ni una sola trobada universitària. En la seva única temporada a l'ABA, Haywood va fer una mitjana de 30 punts i 20 rebots per partit, fitxant posteriorment pels Seattle SuperSonics i saltant a l'NBA.
El 1974, amb l'esperança d'unir-se en un futur a l'NBA, van canviar el nom en Nuggets a causa que ja existia un equip (Houston Rockets) amb el nom de Rockets, el primer sobrenom que va usar Denver en la temporada 1949-50 de l'NBA. El logotip era un miner sostenint una pilota de l'ABA.
Amb les noves incorporacions de David Thompson, Marvin Webster, Dan Issel i Bobby Jones, i amb l'entrenador Larry Brown, els Nuggets van realitzar les millors temporades de la seva història aconseguint les Finals de l'ABA el 1976. Després de la desaparició de l'ABA el 1976, l'NBA va permetre als Nuggets unir-se a la lliga juntament amb New York Nets, San Antonio Spurs i Indiana Pacers.

### Moviment a l'NBA i els 80
Tres anys després de l'arribada de l'equip a l'NBA, Brown va deixar els Nuggets el 1979. Amb això va ajudar a una breu disminució en el funcionament del conjunt. Això va finalitzar el 1981 amb el fitxatge de l'entrenador Doug Moe, que portava als Nuggets la seva filosofia de joc ofensiu amb poc interès en la defensa, la qual cosa necessitaven els de Denver per atreure el públic i convertir-se en un equip competitiu. Durant la dècada dels 80, els Nuggets van fer una mitjana normalment per sobre dels 115 punts per partit, i durant la temporada 1981-82, van anotar 100 punts o més a cadascuna de les trobades.
Els Nuggets van liderar la lliga en anotació amb les seves estrelles Kiki Vandeweghe i Alex English fent una mitjana per sobre dels 25 punts per partit. El seu caràcter ofensiu li va permetre guanyar la Divisió Mitjà Oest i aconseguir els play-offs. El 13 de desembre de 1983, els Detroit Pistons i els Nuggets es van combinar per anotar 370 punts en un partit, rècord de la lliga, amb els Pistons guanyant en la pròrroga per 186-184. En la temporada 1984-85, els Nuggets van aconseguir arribar a les Finals de Conferència tot i perdre en cinc partits contra Los Angeles Lakers. Vandeweghe va ser traspassat abans de la temporada 1984-85 a Portland Trail Blazers a canvi del complet Lafayette «Fat» Lever, Calvin Natt i el pivot Wayne Cooper. Liderat per English, els tres nous fitxatges i els especialistes defensius Bill Hanzlik i T.R. Dunn, l'equip va augmentar el seu èxit en la Conferència Oest malgrat la pèrdua de Vandeweghe. No obstant això, el joc dominant dels Lakers va ser massa per als Nuggets.
Des d'aquesta temporada fins a la fi de la dècada, l'equip va continuar aconseguint arribar als play-offs, encara que sense repetir l'èxit d'aquella campanya. El 1986 i el 1988 van arribar fins a les Semifinals de Conferència, caient davant Houston Rockets i Dallas Mavericks respectivament.

### Els 90
Moe va deixar l'equip el 1990 i va ser reemplaçat per Paul Westhead, un entrenador que també creia en el run and gun (joc de transició ràpida) com a estil de joc i formant un equip totalment ofensiu amb Michael Adams, Orlando Woolridge, Walter Davis i Chris Jackson. No obstant això, Westhead es va preocupar fins i tot menys que Moe per la defensa, i encara que batien rècords anotadors, també batien registres negatius de punts encaixats. Durant dues temporades consecutives van ser el pitjor conjunt de la lliga i en aquest temps eren coneguts a vegades com a Enver Nuggets.
La nota positiva va arribar amb l'elecció en el Draft de 1992 del pivot Dikembe Mutombo de la Universitat de Georgetown. El congolès realitzaria una temporada de rookie molt reeixida, i va finalitzar segon en la votació al Rookie de l'Any darrere de Larry Johnson. Aquella temporada, Denver va acabar 24-58.
Abans de la temporada 1992-93, els Nuggets van acomiadar Westhead i van contractar Dan Issel, llegenda de l'ABA i ex-jugador de la franquícia. Els Nuggets tenien dues eleccions de Draft aquest any i van seleccionar LaPhonso Ellis de la Universitat de Notre Dame i Bryant Stith de la Universitat de Virgínia. Denver va millorar fins al 36-46, encara que van perdre els play-offs. Després de la fi de la campanya, els Nuggets van canviar els seus mítics uniformes de color d'arc de Sant Martí amb el dibuix de la ciutat i les muntanyes per uns blaus fosc i or.
Liderats per Mutombo, Mahmoud Abdul-Rauf (qui va canviar el seu nom de Chris Jackson abans que comencés la temporada) i Ellis, els Nuggets accedirien als play-offs per primera vegada des de l'era de Moe amb un balanç de 42-40. L'equip d'Issel arribava als play-offs agonitzant in extremis colant-se a la vuitena plaça després d'una temporada repleta d'alts i baixos, però amb tota la il·lusió del món, perquè la franquícia reprenia la tornada als play-offs quatre anys després de la seva última presència. Seattle Supersonics va ser el rival, i les coses, després de dues trobades disputades no se sortirien gens ni mica del guió previst, 2-0 favorable a Seattle. Però la èpica arribaria després de la culminació d'una remuntada històrica gràcies a la intimidatòria i constant labor de Mutombo (6,2 taps de mitjana en l'eliminatòria) i les notables actuacions de Reggie Williams, Brian Williams o Robert Pack, convertint-se així en el primer equip de la història a classificar-se en vuitena posició i eliminar el 1r de la conferència. A punt va estar de repetir idèntica tasca en Semifinals de Conferència davant els Utah Jazz de John Stockton i Karl Malone, ja que van remuntar un 0-3 advers que no van poder confirmar en la 7a i definitiva trobada, on van caure 91-81.
Una de les imatges més emotives que ha deixat l'ampli llegat que abasta tot el referent als play-offs respon al final d'aquella fatídica setena trobada entre Seattle i Denver, en el qual Mutombo es va desplomar voluntàriament subjectant aquest inoblidable Spalding contra el seu pit, mentre trencava a plorar de felicitat.

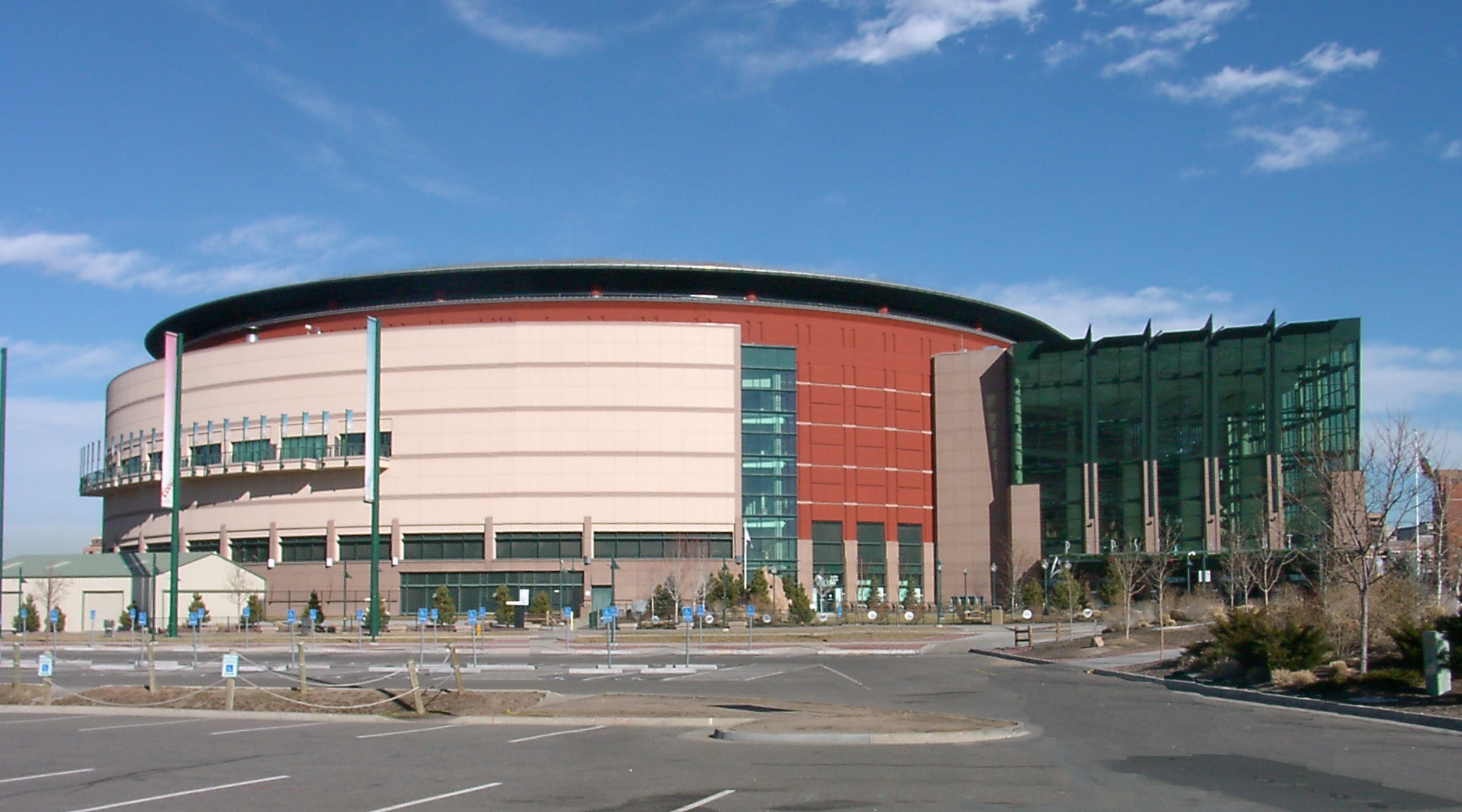
El Ball Arena és el pavelló dels Nuggets des de l'any 1999.

En la pretemporada, els Nuggets van fitxar el tirador Dale Ellis i van draftejar Halin Rose de la Universitat de Michigan. Durant la temporada l'equip va sofrir molt, obligant la franquícia a acomiadar Issel, sent reemplaçat per l'assistent Gene Littles, qui assumiria el càrrec durant setze partits fins a l'arribada a la banqueta de Bernie Bickerstaff, general mànager de l'equip. Amb Bickerstaff, els Nuggets van millorar i van aconseguir una plaça per la post-temporada (41-41 de registre). No obstant això, els Nuggets van ser escombrats pels San Antonio Spurs en la primera ronda dels play-offs.
La següent temporada, els Nuggets adquiririen Antonio McDyess de Los Angeles Clippers, sent així el jugador franquícia de Denver després de la marxa de Mutombo a Atlanta Hawks el 1996. Ellis es perdria la major part de les següents temporades a causa de problemes de genoll i de cama, a més del traspàs d'Abdul-Rauf a Sacramento Kings abans de la temporada 1996-97. Amb això, aquests Nuggets van esdevenir un dels equips menys reeixits de la història de la lliga, aconseguint només onze victòries en la temporada 1997-98, el pitjor registre d'una campanya de 82 partits. També van batre el rècord de més derrotes consecutives en una temporada amb 23, quedant-se a un partit de la marca de 24 de Cleveland Cavaliers, encara que la d'aquests va ser en dues temporades, però així i tot totes les trobades van ser consecutives.

### Segle XXI: Anthony canvia el rumb de la franquícia

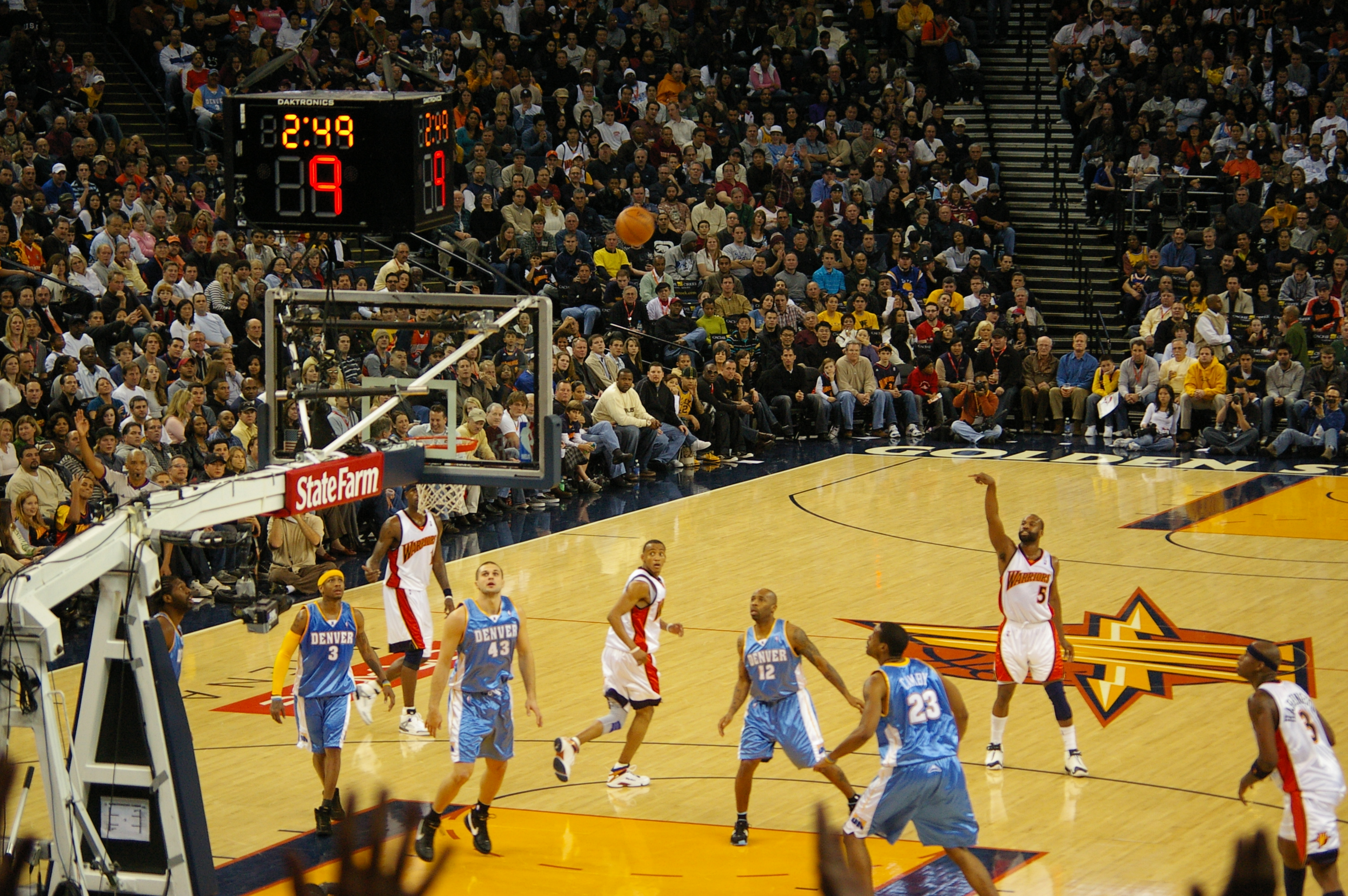
Els Nuggets jugant davant els Warriors.

L'equip va començar a mostrar signes de renaixement en la temporada 2003-04 amb l'elecció en el draft del 2003 de Carmelo Anthony i els nous canvis d'uniformes, amb el blau clar i el groc com a colors principals. En només dos mesos de competició, van aconseguir més victòries que les que van aconseguir en la temporada passada, sent la major raó de la transformació de l'equip la gestió de Kiki Vandeweghe, general mànager de la franquícia i antic jugador dels Nuggets. Els seus moviments van incloure el fitxatge dels bases Andre Miller i Earl Boykins, i dels pivots Marcus Camby i Nenê, a més de reforçar la banqueta amb jugadors com Jon Barry. En finalitzar la temporada, els Nuggets van ser el primer equip de la història de la lliga a classificar-se als play-offs després d'aconseguir menys de vint victòries la temporada anterior. Van caure en la primera ronda davant Minnesota Timberwolves en cinc partits.
El 28 de desembre de 2004, l'entrenador Jeff Bzdelik va ser acomiadat i substituït pel jugador provinent dels Los Angeles Lakers Michael Cooper, abans de ser reemplaçat permanentment per George Karl. Karl va complir amb escreix liderant els Nuggets a un balanç de 32-8 sota el seu mandat, classificant-los als play-offs per segona temporada consecutiva. Als play-offs, no obstant això, no van poder parar els San Antonio Spurs d'un energètic Manu Ginóbili. Després de guanyar el primer partit, els Spurs van eliminar amb quatre victòries consecutives els Nuggets.
En la temporada 2005-06, l'equip va guanyar la Divisió Nord-oest per primera vegada en divuit anys i es va col·locar en la tercera posició de la Conferència Oest. Es van enfrontar en la postemporada als Los Angeles Clippers, que encara que van tenir millor balanç que ells van estar finalment col·locats en pitjor posició, caient derrotats en cinc partits.
El 18 de desembre de 2006, el cocapità Carmelo Anthony, J. R. Smith i l'ala-pivot Nenê van ser suspesos per l'NBA (15, 10 i 1 partits respectivament) a causa d'una baralla ocorreguda als moments finals del partit que els enfrontava amb els New York Knicks al Madison Square Garden dos dies abans. L'incident va ser provocat pel rookie Mardy Collins que va copejar J. R. Smith quan aquest anava a realitzar una safata.

### 2006-2008: L'arribada d'Iverson

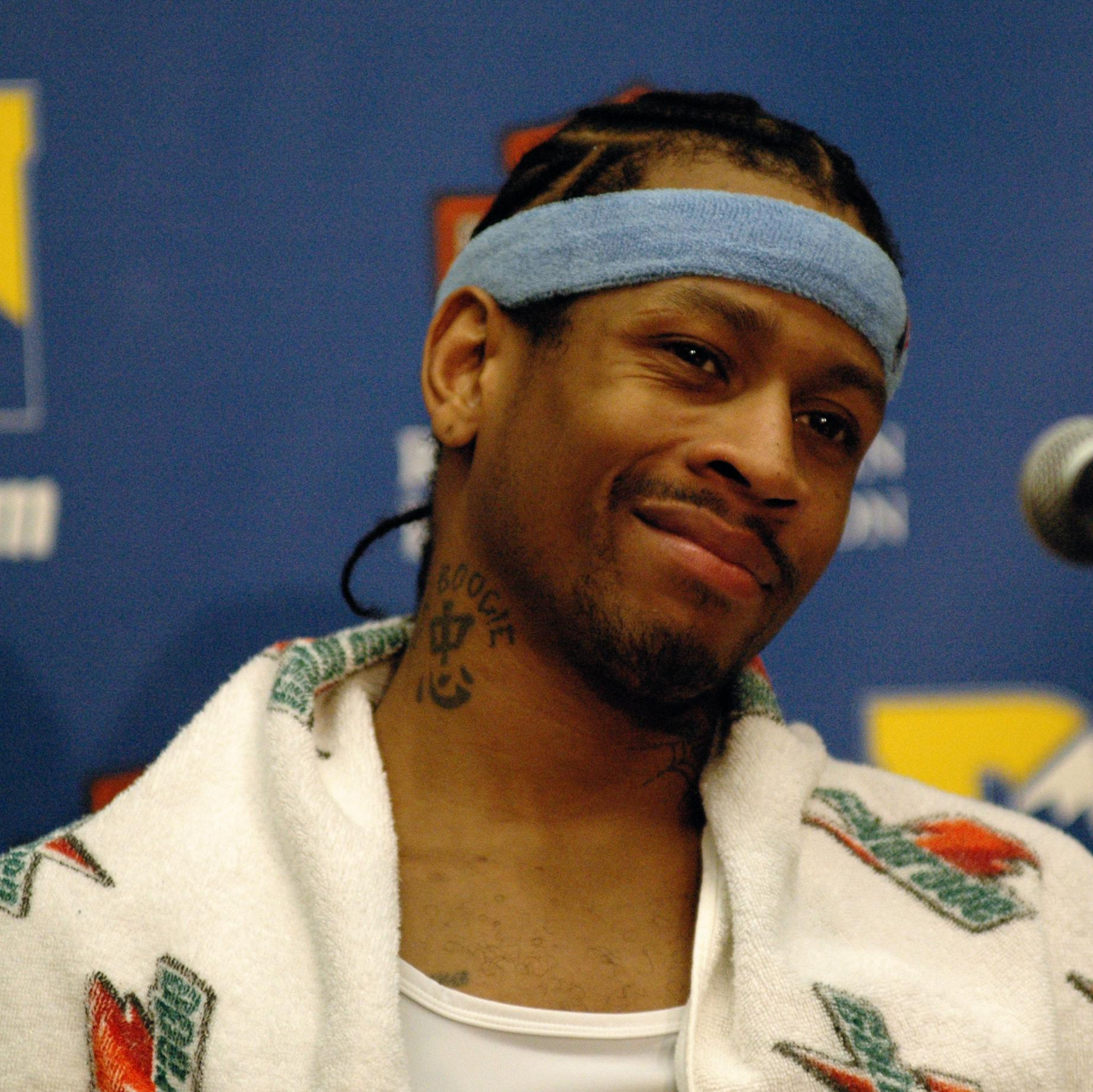
Allen Iverson va arribar a l'equip a la fi de l'any 2006.

El 19 de desembre de 2006, els Nuggets van traspassar a Joe Smith, Andre Miller i dues primeres rondes de draft del 2007 a Philadelphia 76ers per Ivan McFarlin i l'estrella Allen Iverson, encara que McFarlin va ser immediatament tallat després de l'aprovació del traspàs. El moviment va ajuntar els dos màxims anotadors de la temporada en el mateix equip, ja que al moment de l'intercanvi tant Anthony com Iverson tenien una mitjana de més de treinta punts per partit. L'11 de gener de 2007, Earl Boykins i Julius Hodge van ser enviats a Milwaukee Bucks a canvi del base Steve Blake. Amb Iverson, molts van considerar els Nuggets aspirants al campionat de conferència juntament amb els Dallas Mavericks, Phoenix Suns i San Antonio Spurs, no obstant això, la falta de química a l'equip va fer que els Nuggets finalitzessin la temporada regular en la sisena posició de l'Oest i caiguessin en la primera ronda dels play-offs davant els Spurs per 4-1. Igual que fa dos anys, els Nuggets van començar avançant-se en l'eliminatòria per posteriorment perdre quatre partits.
El 18 de març de 2008, els Nuggets van anotar 168 punts en la victòria per 168-116 sobre els Seattle SuperSonics. Va ser la tercera anotació més alta de la història de l'NBA en un partit sense pròrroga.
Els Nuggets van finalitzar la temporada 2007-08 amb un registre de 50-32, el tercer millor en la història des que l'equip va entrar a l'NBA el 1976 i la primera vegada des de la temporada 1987-88 que aconseguien cinquanta victòries en una temporada. Denver va acabar vuitè en la Conferència Oest, convertint-se en l'equip amb millor rècord (50-32) per a un vuitè classificat de conferència en la història de la lliga. Això també va significar que per primera vegada, els vuit equips classificats pels play-offs en una conferència aconsegueixen almenys cinquanta victòries. Els Nuggets es van enfrontar en la primera ronda als Los Angeles Lakers, el millor equip de l'Oest amb un rècord de 57-25. Els set partits que separen els Lakers dels Nuggets és el marge més curt entre un primer i un vuitè classificat des que es va adoptar el format de setze equips en els playoffs en la temporada 1983-84. Els Lakers van escombrar els Nuggets en quatre partits, sent la segona vegada en la història dels play-offs en la qual un equip de 50 victòries cau eliminat en quatre partits tot just començar.

### 2008-2011: Melo i Billups

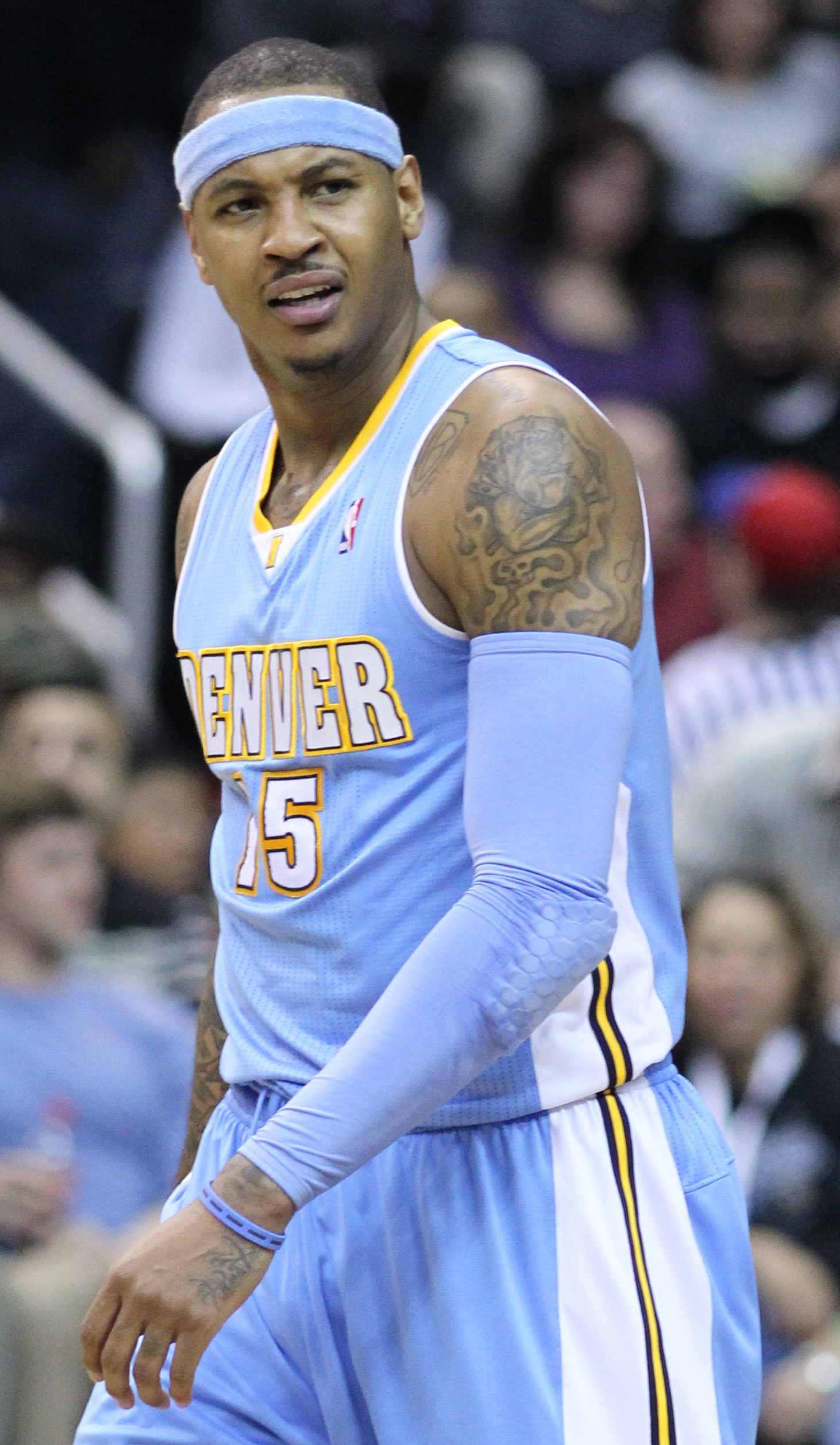
Carmelo Anthony, figura dels Nuggets fins a l'any 2011.

Per a la temporada 2008-09, els Nuggets van traspassar Marcus Camby als Los Angeles Clippers a canvi d'una primera ronda de draft. Per a novembre de 2008, els Nuggets van traspassar Allen Iverson als Detroit Pistons a canvi de Chauncey Billups, Antonio McDyess i Cheikh Samb, encara que McDyess retornaria a Detroit solament uns dies després.
Amb la parella Carmelo-Billups, els Nuggets van donar el salt de qualitat que no van tenir amb Iverson. Amb Anthony que va obtenir una mitjana de 22,8 punts per partit i Billups 6,4 assistències, els Nuggets van obtenir una proporció global de 54-28, rècord de la franquícia en la seva història a la NBA. Van finalitzar segons de la Confederació Oest. Mark Warkentein va ser nomenat millor executiu de l'NBA. En playoffs, els Nuggets van vèncer en primera ronda els New Orleans Hornets, en el quart partit, van vèncer els Hornets amb 58 punts de diferència, la major de la història de l'NBA. En segona ronda van vèncer els Dallas Mavericks de Dirk Nowitzki i accedir a les Finals de Conferència, on finalment serien vençuts pels Los Angeles Lakers per un global de 4-2, a les primeres finals de Denver en la seva història. Pel draft de 2009, els Nuggets van obtenir Ty Lawson, en la 18º posició. Al juliol de 2009 van passar a Detroit Pistons la seva segona ronda de draft a canvi de Arron Afflalo i Walter Sharpe, a més a l'agost van perdre el lituà Linas Kleiza que va marxar rumb al Olympiacos BC de Grècia.
La temporada 2009-10 va començar d'igual manera, amb Carmelo amb una mitjana de 28,2 punts per partit i Billups 19.6 assistències. Però a meitat de temporada, els tres principals jugadors de Denver van caure lesionats, Carmelo Anthony, Chauncey Billups i Kenyon Martin, a més l'entrenador George Karl va haver de ser tractat de càncer. Els Nuggets van aconseguir aquesta temporada 53 victòries i van accedir als playoffs, d'on van ser eliminats en primera ronda pels Utah Jazz, malgrat els 30.7 punts per partit de Carmelo.
Al juliol de 2010, els Nuggets van adquirir Al Harrington, a més Masai Ujiri va reemplaçar Mark Warkentein com mánager general.

### 2011-2013: Etapa post-Anthony, reconstrucció
Al febrer de 2011, després de mesos d'especulació i amb el descontentament de Carmelo Anthony amb els Nuggets, aquests van fer un multi-traspàs amb els New York Knicks que va involucrar també els Minnesota Timberwolves, traspassant el propi Anthony al costat de Chauncey Billups, Anthony Carter, Shelden Williams i Renaldo Balkman. Els Nuggets van rebre Wilson Chandler, Raymond Felton, Danilo Gallinari, Kosta Koufos i Timofey Mozgov. Després del següent partit contra Memphis Grizzlies que va acabar amb victòria de Denver, els afeccionats d'aquest últim van començar a exclamar «Qui necessita Melo?"». Molts creien que després del traspàs, els Denver Nuggets es convertirien en Cleveland Cavaliers de l'Oest, igual que quan aquests van perdre LeBron James. Malgrat l'absència d'Anthony i Billups, els Nuggets van finalitzar la temporada amb 50 victòries i accedir als playoffs, d'on van ser eliminats per Oklahoma City Thunder en primera ronda.
Per a la temporada 2011-12, en previsió de rejovenir la plantilla, els Nuggets van traspassar Nenê (que portava nou temporades a Denver) als Washington Wizards per JaVale McGee. Així mateix, Raymond Felton va marxar als Portland Trail Blazers per Andre Miller i van arribar l'espanyol Rudy Fernández i Corey Brewer des de Dallas Mavericks, a més de que dos importants jugadors com J. R. Smith i Kenyon Martin se'n van anar lliures. Els Nuggets van finalitzar sisens en la Conferència Oest, i van ser eliminats en primera ronda dels playoffs pels Los Angeles Lakers, després de forçar el setè partit.
A l'estiu de 2012, els Nuggets van participar en l'intercanvi a quatre bandes que va acabar amb Dwight Howard als Lakers, traspassant Arron Afflalo i Al Harrington a Orlando Magic i rebent Andre Iguodala procedent dels Philadelphia 76ers. Els Nuggets realitzarien una temporada excel·lent, finalitzant amb un rècord de 57-25 i tercers en la Conferència Oest, amb un registre de 38-3 al Ball Arena. L'equip destacava per la seva capacitat de joc col·lectiu, amb jugadors com Ty Lawson, Kenneth Faried, Danilo Gallinari, Wilson Chandler, Andre Miller, Nate Robinson o el propi Iguodala; però per a la seva sorpresa, els Nuggets van ser apeados
 en primera ronda dels playoffs pels Golden State Warriors per un 4-2. Malgrat el seu fracàs als playoffs, George Karl va ser guardonat amb el premi al Entrenador de l'Any de l'NBA.

### Des del 2013: En terra de ningú
Malgrat ser guardonat com el millor entrenador de l'NBA del curs passat, els Nuggets van decidir no renovar George Karl, en el seu lloc va arribar Brian Shaw, que fins llavors havia estat tècnic assistent dels Indiana Pacers. El fitxatge estrella de l'equip l'any anterior, Andre Iguodala, marxava als Golden State Warriors en un sign and trade, mentre que el veterà base Andre Miller va marxar a Washington Wizards a canvi del jove txec Jan Veselý. Al seu torn, Denver signava al pivot J. J. Hickson.
A diferència de l'any passat, Denver no va realitzar una bona campanya, finalitzant amb un 36-46 i quedant fora dels playoffs. Per la temporada 2014-15, els Nuggets adquirien Gary Harris i el pivot bosnià Jusuf Nurkić en el draft, a més de rebre Arron Afflalo des d'Orlando Magic.

## Pavellons
- Denver Arena Auditorium (1967-1975)
- McNichols Sports Arena (1975-1999)
- Ball Arena (des del 2020)

## Números retirats
- 2 Alex English
- 33 David Thompson
- 40 Byron Beck
- 44 Dan Issel
- 432 Doug Moe (entrenador)